# Bảo tàng Hàng hải Hồng Kông

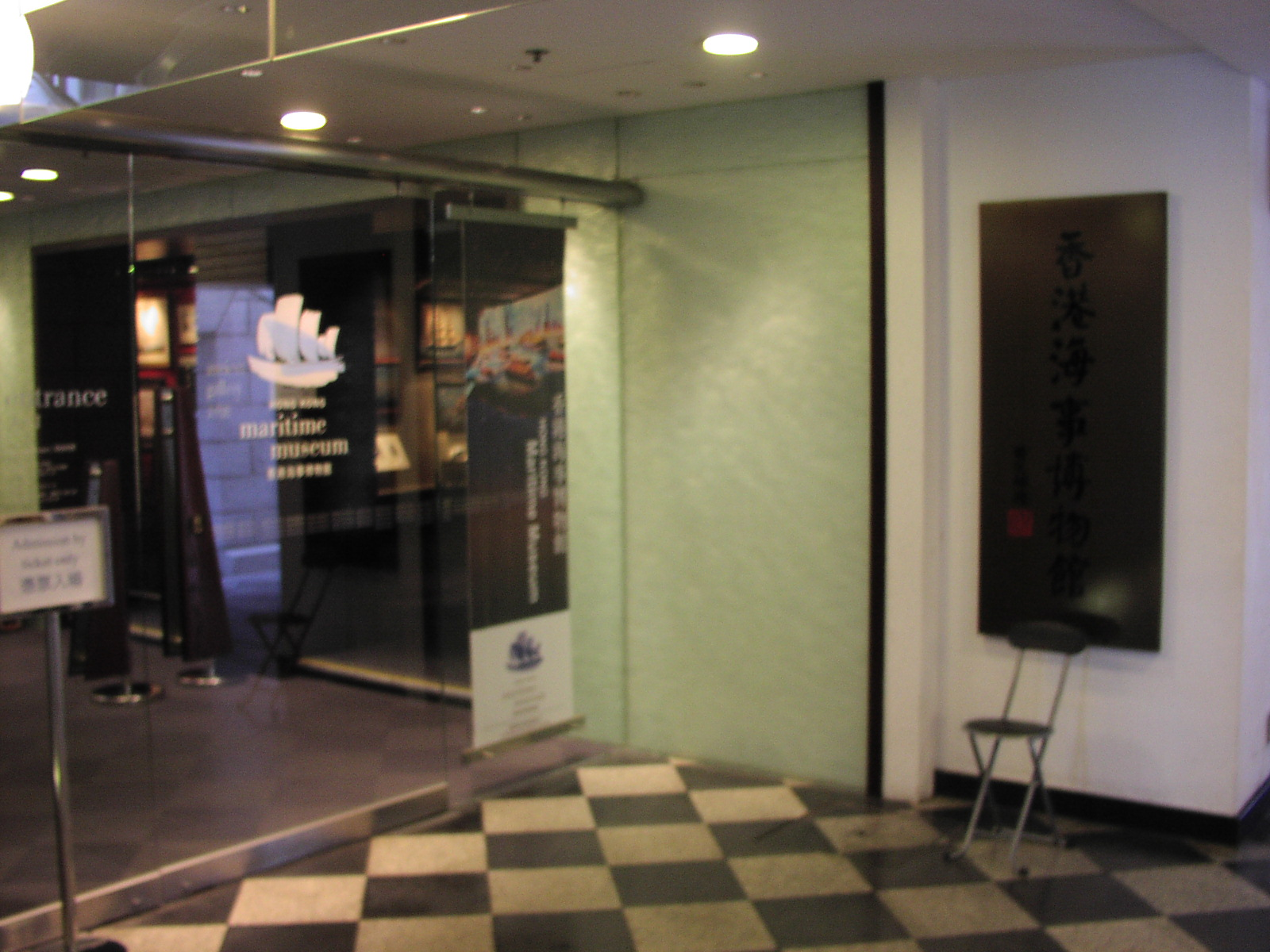
Bảo tàng Hàng hải Hồng Kông tọa lạc tại Nhà Murray

Bảo tàng Hàng hải Hồng Kông (giản thể: 香港海事博物馆; phồn thể: 香港海事博物館, Hán Việt: Hương Cảng hải sự bác vật quán; tiếng Anh: Hong Kong Maritime Museum) là một viện giáo dục phi lợi nhuận được cộng đồng vận chuyển quốc tế ở Hồng Kông gây quỹ và tọa lạc tại tầng trệt của Nhà Murray ở Stanley, Hồng Kông.
Bảo tàng minh họa về những cống hiến qua từng thời kỳ của Trung Quốc, châu Á và phương Tây vào sự phát triển của tàu thuyền, khám phá hàng hải và thương mại, chiến tranh hải quân. Tập trung miêu tả về vùng bờ biển Nam Trung Quốc và những biển liền kề, bảo tàng cũng bao gồm những xu hướng toàn cầu và cung cấp một sự giải thích toàn vẹn về sự tăng trưởng và phát triển của Hồng Kông như là một trong những cảng biển quan trọng và trung tâm hàng hải của thế giới.
Bảo tàng cũng bao gồm những triển lãm đặc biệt, hiển thị sống động, những sự kiện giáo dục và cửa hàng riêng.

## Triển lãm
Bảo tàng được chia làm hai khu trưng bày, khu cổ xưa và khu hiện đại, có hơn 500 hiện vật bao gồm những mô hình tàu cổ và hiện đại, bức vẽ, đồ gốm sứ, hàng hóa thương mại. Một mẫu thuyền 2.000 năm tuổi được làm bằng gốm có từ triều Hán là một trong những nét nổi bật của bảo tàng. Một hiện vật quý khác có từ đầu thế kỷ 19, dài 18 mét, là một bức tranh sơn dầu Bình định Nam Hải theo chiều ngang miêu tả việc Tổng đốc Lưỡng Quảng giải quyết vấn đề vô luật pháp của cướp biển ở bờ biển Quảng Đông trong thời kỳ 1809-1810. Có một sự kiện nổi bật khác là Cuộc chiến Đại Nhĩ Sơn giữa lực lượng hải quân hoàng gia với băng cướp biển nổi tiếng nhất Hồng Kông, Trương Bảo Tử.
Khu trưng bày cổ miêu tả vận mệnh của ngành vận chuyển Trung Quốc thời kỳ cổ đại và thời kỳ vương triều. Nó cũng minh họa cách mà những người láng giềng trên biển của Trung Quốc và những quốc gia phương Tây cùng nhau tạo nên lịch sử hàng hải của châu Á và những khu vực bên ngoài. Khu trưng bày hiện đại giúp người xem khám phá các yếu tố lịch sử và tinh thần kinh doanh của người Trung Quốc làm nên sự thành công về hàng hải của Hồng Kông. Nó bao gồm những sự phát triển động cơ điện, cách mà những tàu chở hàng lớn, tàu có bồn chứa và quá trình container hóa đã thay đổi bộ mặt của ngành vận tải thế giới, và xem trước những hàng thủ công thử nghiệm trong tương lai.
Khách viếng thăm cũng có thể khám phá lịch sử đi biển của Hồng Kông qua một đoạn phim về tàu thuyền trong tương lai và những trò chơi tương tác cho mọi lứa tuổi. Lấy ví dụ, một chương trình giả lập tương tác trên máy tính cho phép khách viếng thăm điều khiển một tàu container hiện đại và dẫn nó vào Cảng Hồng Kông.

## Giờ mở cửa
Thứ Ba đến Chủ Nhật, ngày lẽ: 10:00 - 18:00.
Đóng của vào Thứ Hai, mùng một và hai của Tết Âm Lịch.

## Bến tàu Trung tâm số 8
Bảo tàng Hàng hải Hồng Kông hiện tại đang trong quá trình di chuyển đến Bến tàu Trung tâm số 8. Cho đến gần đây tòa nhà này được sử dụng làm một trong những trạm xếp dỡ hàng cho tàu Star Ferry đến Cửu Long. Điều này cho thấy mối quan hệ đối tác với Chính phủ Hồng Kông, và nó cho phép bảo tàng mở rộng thêm không gian và cung cấp nhiều cơ hội giáo dục hơn cho công chúng.
Nhật báo Nam Trung Quốc kể lại rằng Hồng Kông đã tài trợ 115 triệu đô-la Hồng Kông một phần trong kế hoạch đổi mới. Richard Wesley, Giám đốc Bảo tàng Hàng hải Hồng Kông nói rằng lễ ban phước cho dự án này "đánh dấu đỉnh cao công việc đồ sộ của ban quản lý và những người được ủy thác của bảo tàng để tạo nên một bảo tàng hàng hải thực sự cao cấp ở bờ sông Trung tâm. Chúng tôi rất biết ơn những công ty vận tải đã hỗ trợ bảo tàng về mặt tài chính từ khi mở cửa vào năm 2005, và dĩ nhiên cũng có cả chính phủ."
Khu trưng bày tại Trung tâm số 8 sẽ có diện tích lớn hơn 5 lần bảo tàng hiện tại và có dự đoán rằng bảo tàng sẽ có 140.000 khách viếng thăm mỗi năm.